# Acronicta liturata
Acronicta liturata là một loài bướm đêm trong họ Noctuidae.